# X線記法
X線記法（Xせんきほう、英: X-ray notation）は、X線科学から生まれた原子軌道に名前を付ける方法である。AESやXPSを含むほとんどのX線分光法と共に今でも伝統的に使用されている。X線記法では、全ての主量子数がアルファベットに付記される。

## 原子記法との対比
| 量子数 | 量子数 | 量子数 | 量子数 | 原子記法 | X線記法 |
| n      | l      | s      | j      | 原子記法 | X線記法 |
| ------ | ------ | ------ | ------ | -------- | ------- |
| 1      | 0      | ±1/2   | 1/2    | 1s(1/2)  | K1      |
| 2      | 0      | ±1/2   | 1/2    | 2s(1/2)  | L1      |
| 2      | 1      | -1/2   | 1/2    | 2p1/2    | L2      |
| 2      | 1      | +1/2   | 3/2    | 2p3/2    | L3      |
| 3      | 0      | ±1/2   | 1/2    | 3s       | M1      |
| 3      | 1      | -1/2   | 1/2    | 3p1/2    | M2      |
| 3      | 1      | +1/2   | 3/2    | 3p3/2    | M3      |
| 3      | 2      | -1/2   | 3/2    | 3d3/2    | M4      |
| 3      | 2      | +1/2   | 5/2    | 3d5/2    | M5      |

## 使用
- X線源は、材料とX線を生成するために使われる殻によって分類される。例えば、CuKα X線は銅のK殻から放出される。
- X線吸収はX線光子を吸収したオービタルとして記録される。EXAFSおよびXMCD（英語版）では、L吸収端はLオービタルがX線を吸収し始める地点である。
- オージェピークは3つのオービタルによって決められる（例: KL1L2）。この場合、Kはコア準位に最初に存在する空孔、L1はコア準位空孔に落ちる電子の初期状態、 L2は放出された電子の初期エネルギー状態を表わす。